# Věžnička
Věžnička település Csehországban, a Jihlavai járásban. Věžnička Jamné, Ždírec, Dobroutov és Polná településekkel határos. Lakosainak száma 144 fő (2024. január 1.).

## Népesség
A település lakosságának változását az alábbi diagram mutatja:
| Lakosok száma | 224  | 238  | 255  | 188  | 138  | 134  | 135  | 138  | 134  | 144  |
|               | 1869 | 1900 | 1921 | 1961 | 1980 | 2011 | 2016 | 2019 | 2021 | 2024 |